# Ксанф (серия романов)
Ксанф (англ. Xanth) — серия книг Пирса Энтони, в которой рассказывается об одноимённой волшебной стране, единственном источнике магии на земле. Каждый житель Ксанфа обладает магией или является магическим существом.

## Магия
Каждый житель обладает лишь одним даром, при этом, у каждого свои способности к ней. Житель ранга волшебника (таких немного) способен на колоссальные её проявления, а кое-кто из остальных может лишь создать пятно на стене.

## Особенность
В то время как многие писатели пытаются создать твёрдую, то есть серьёзную основу своих произведений, Пирс Энтони описывает Ксанф с юмором, несерьёзностью, например, часть флоры и фауны Ксанфа больше подходит к детским сказкам.
Что, впрочем, не мешает это всё совмещать и с попытками описать мир, его строение, происхождение, законы его существования.

## Жители мира
Различные сказочные существа. Полный список персонажей серии (на английском) можно получить на сайте автора: XANTH Characters.

## Издание серии на русском языке
1. Чары для Хамелеоши (A Spell for Chameleon). Сборник «Сказочная фантастика», выпуск I, Рига, 1992 (под названием «Заклинание для хамелеона»); М.: АСТ, 1998.
2. Источник Магии (The Source of Magic). Сборник «Сказочная фантастика», выпуск II, Рига, 1993; М.: АСТ, 1999.
3. Замок Ругна (Castle Roogna). М.: АСТ, 1999.
4. Волшебный Коридор (Centaur Aisle). М.: АСТ, 1999.
5. Огр! Огр! (Ogre, Ogre). М.: АСТ, 1999.
6. Кобылка-Страшилка (Night Mare). М.: АСТ, 1999.
7. Дракон на Пьедестале (Dragon on a Pedestal). М.: АСТ, 1999.
8. Жгучая Ложь (Crewel Lye). М.: АСТ, 2000.
9. Голем в оковах (Golem in the Gears). М.: АСТ, 2000.
10. Долина Прокопиев (Vale of the Vole). М.: АСТ, 2000.
11. Небесное Сольдо (Heaven Cent). М.: АСТ, 2000.
12. Мерфи из Обыкновении (Man from Mundania). М.: АСТ, 2001.
13. Взрослые Тайны (Isle Of View). М.: АСТ, 2002
14. Искатель Искомого (Question Quest). М.: АСТ, 2001.
15. Цвета её Тайны (The Color of Her Panties). М.: АСТ, 2002.
16. Демоны не спят (Demon’s Don’t Dream). М.: АСТ, 2002.
17. Время гарпии (Harpy Thyme). М.: АСТ, 2003.
18. Проклятье горгулия (Geis of the Gargoyle). М.: АСТ, 2003.
19. Суд над Роксаной (Roc and a Hard Place). М.: АСТ, 2004.
20. Злобный Ветер (Yon Ill Wind). М.: АСТ, 2005.
21. Игры фавна (Faun and Games), любительский перевод, 2015.
22. Моя любовь — зомби (Zombie Lover), любительский перевод, 2015.
23. Зона раздора (Xone of Contention), любительский перевод, 2015.
24. Сквернавец (The Dastard), любительский перевод, 2015.
25. Малакуча (Swell Foop), любительский перевод, 2015.
26. Красное Пятно (Up In Heaval), любительский перевод, 2018.

По мотивам книги «Демоны не спят» была выпущена игра в жанре квест: «Companions Of Xanth» (1993, компания Legend Entertainment).

## Книги серии, не выходившие на русском языке
1. Cube Route (2003)
2. Currant Events (2004)
3. Pet Peeve (2005)
4. Stork Naked (2006)
5. Air Apparent (2007)
6. Two to the Fifth (2008)
7. Jumper Cable (2009)
8. Knot Gneiss (2010)
9. Well-Tempered Clavicle (2011)
10. Luck of the Draw (2012)
11. Esrever Doom (2013)
12. Board Stiff (2014)
13. Five Portraits (2015)
14. Isis Orb (2016)
15. Ghost Writer In The Sky (2017)